# Lepidodactylus intermedius
Espèce
Lepidodactylus intermedius est une espèce de geckos de la famille des Gekkonidae.

## Répartition
Cette espèce est endémique des Petites îles de la Sonde en Indonésie. Elle se rencontre à Komodo et à Rinca.

## Publication originale
- Darevsky, 1964 : Two new species of gekkonid lizards from the Komodo island in Lesser Sundas Archipelago. Zoologische Anzeiger, vol. 173, p. 169-174.